# Eupithecia acidalioides
Eupithecia acidalioides là một loài bướm đêm trong họ Geometridae.